# Rolls-Royce 20 hp
Rolls-Royce 20 hp — легковой автомобиль с четырёхцилиндровым двигателем, производившийся британской компанией Rolls-Royce в 1905—1906 году.
В ходе исторической встречи в мае 1904 года между конструктором Ройсом и предпринимателем Роллсом, партнёры договорились, что под вновь созданной маркой Rolls-Royce будут продаваться автомобили четырёх типов: 10 hp, 15 hp, 20 hp и 30 hp. В декабре на выставке в Париже были представлены автомобили 10 hp и 15 hp, шасси 20 hp, и двигатель для 30 hp.
Rolls-Royce 20 hp был самым успешным автомобилем серии, всего их было изготовлено 40 экземпляров.

## Конструкция
До 1949 года компания Rolls-Royce выпускала автомобили исключительно в виде шасси, оснащенного всеми необходимыми агрегатами. Кузова  разрабатывались и изготавливались специальными фирмами, которые тесно сотрудничали с головной кампанией и были рекомендованы ею, но иногда покупатели выбирали кузов сами. Для Rolls-Royce 20 hp кузова производила компания Barker.
Рядный четырёхцилиндровый двигатель автомобиля представлял из себя спраренный  двухцилиндровый мотор модели 10 hp. В нём применялся пятиопорный коленвал, изготовленный из легированной стали. Клапанный механизм был смешанного типа (IOE): впускные клапаны расположены в головке, когда как выпускные — в блоке цилиндров. Все они проводились в действие от нижнего коленвала. Питался двигатель от карбюратора с падающим потоком смеси собственной разработки Rolls-Royce. Для большей надёжности все автомобили комплектовались двумя аккумуляторами
От двигателя через коническое сцепление вращение передавалось на трёхступенчатую механическую коробку передач со скользящими шестернями. Передаточные числа первой и второй передач подбирались под заказанный автомобиль, когда ка третья передача всегда была прямой. Переключения осуществлялись с помощью рычага, установленного сбоку снаружи рядом с тормозным рычагом. Карданный вал передавал вращение на задний мост, картер главной передачи и дифференциала которого был изготовлен из алюминиевого сплава. Передний и задний мосты крепились к раме с помощью полуэллиптических рессор. Напольная педаль тормоза воздействовала на трансмиссию, а с помощью рычага и механического привода задействовались барабанные тормоза с внутренними колодками сзади. На автомобиль устанавливались деревянные колёса со спицами.

## Спорт
Автомобиль стал широко известен благодаря успешным выступлениям в гонке вокруг острова Мэн. 
В 1905 году на старт соревнования были выставлены два облегчённых Rolls-Royce 20 hp. Благодаря более короткой и узкой раме, изготовленной из специальной стали, вес автомобиля удалось снизить примерно на 75 килограммов. Управляющий первым автомобилем Чарльз Роллс сошёл буквально на первых метрах дистанции из-за отказа коробки передач, когда как водитель-испытатель компании Перси Норти (англ.  Percy Northey) занял второе место.
Вскоре компания стала предлагать к продаже облегчённые 20 hp, названные «Light Twenty», в отличие от серийных «Heavy Twenty».
Rolls-Royce 20 hp с четырёхступенчатой коробкой передач и модернизированным шасси вышли на старт гонки 1906 года. На этот раз Роллс выиграл соревнование, а Норти сошёл со сломанной рессорой.